# Lancer du marteau féminin aux championnats du monde d'athlétisme 2013
Navigation
Daegu 2011 Pékin 2015
L'épreuve du lancer du marteau féminin des championnats du monde de 2013 s'est déroulée les 14 et 16 août 2013 dans le Stade Loujniki, le stade olympique de Moscou. La Russe Tatyana Lysenko remporte initialement la médaille d'or mais est finalement disqualifiée pour dopage en 2016, la victoire revenant à la Polonaise Anita Wlodarczyk devant les Chinoises Zhang Wenxiu et Zheng Wang. 

## Records et performances

### Records
Les records du 20 kg femmes (mondial, des championnats et par continent) étaient avant les championnats 2013 les suivants :  
| Record                    | Athlète           | Pays      | Distance | Lieu                         | Date             |
| ------------------------- | ----------------- | --------- | -------- | ---------------------------- | ---------------- |
| Record du monde           | Betty Heidler     | Allemagne | 79,42 m  | Halle (Saxe-Anhalt)          | 21 mai 2011      |
| Record des championnats   | Anita Włodarczyk  | Pologne   | 77,96 m  | Berlin, Allemagne            | 22 août 2009     |
| Record d'Afrique          | Marwa Hussein     | Égypte    | 68,48 m  | Le Caire, Égypte             | 18 février 2002  |
| Record d'Asie             | Zhang Wenxiu      | Chine     | 74,86 m  | Shijiazhuang, Chine          | 3 août 2007      |
| Record d'Amérique du Nord | Yipsi Moreno      | Cuba      | 76,62 m  | Zagreb, Croatie              | 9 septembre 2008 |
| Record d'Amérique du Sud  | Jennifer Dahlgren | Argentine | 72,94 m  | Athens (Géorgie), États-Unis | 13 avril 2007    |
| Record d'Europe           | Betty Heidler     | Allemagne | 79,42 m  | Halle (Saxe-Anhalt)          | 21 mai 2011      |
| Record d'Océanie          | Bronwyn Eagles    | Australie | 71,12 m  | Adelaide, Australie          | 6 février 2003   |

### Meilleures performances 2013
Les dix lanceuses de marteau les plus performantes de l'année sont, avant les championnats, les suivantes :
|    | Athlète             | Pays        | Distance | Lieu                | Date            |
| -- | ------------------- | ----------- | -------- | ------------------- | --------------- |
| 1  | Tatyana Lysenko     | Russie      | 78,15 m  | Moscou              | 24 juillet 2013 |
| 2  | Oksana Kondrateva   | Russie      | 77,13 m  | Joukovski           | 30 juin 2013    |
| 3  | Anita Wlodarczyk    | Pologne     | 76,93 m  | Toruń               | 19 juillet 2013 |
| 4  | Betty Heidler       | Allemagne   | 76,48 m  | Szczecin            | 15 juin 2013    |
| 5  | Anna Bulgakova      | Russie      | 76,17 m  | Moscou              | 24 juillet 2013 |
| 6  | Amanda Bingson      | États-Unis  | 75,73 m  | Des Moines          | 22 juin 2013    |
| 7  | Aksana Miankova     | Biélorussie | 75,45 m  | Brest (Biélorussie) | 27 avril 2013   |
| 8  | Elena Rigert        | Russie      | 75,09 m  | Moscou              | 15 juillet 2013 |
| 9  | Gulfiya Khanafeyeva | Russie      | 75,02 m  | Moscou              | 15 juillet 2013 |
| 10 | Zalina Marghieva    | Moldavie    | 74,28 m  | Chișinău            | 9 février 2013  |

## Engagées
Pour se qualifier, il faut avoir réalisé au moins 72,00 m (minimum A) ou 69,50 m (minimum B) entre le 1er octobre 2012 et le 29 juillet 2013.

## Médaillées
| Or               | Argent       | Bronze     |
| Anita Włodarczyk | Zhang Wenxiu | Wang Zheng |

## Résultats

### Finale
| Rang               | Athlète             | Pays       | Essais  | Essais  | Essais  | Essais  | Essais  | Essais  | Marque      | Notes |
| Rang               | Athlète             | Pays       | 1       | 2       | 3       | 4       | 5       | 6       | Marque      | Notes |
| ------------------ | ------------------- | ---------- | ------- | ------- | ------- | ------- | ------- | ------- | ----------- | ----- |
| Médaille d'or      | Anita Włodarczyk    | Pologne    | 70,75 m | 74,21 m | 77,79 m | 78,46 m | 72,85 m | 71,39 m | 78,46 m     | NR    |
| Médaille d'argent  | Zhang Wenxiu        | Chine      | 74,62 m | 73,60 m | 75,58 m | 72,70 m | X       |         | 75,58 m     | SB    |
| Médaille de bronze | Zheng Wang          | Chine      | 68,46 m | 74,90 m | X       | 73,94 m | X       | 72,35 m | 74,90 m     | PB    |
| 4                  | Yipsi Moreno        | Cuba       | 68,96 m | 74,16 m | 71,06 m | X       | X       | 72,68 m | 74,16 m     | SB    |
| 5                  | Oksana Kondratyeva  | Russie     | 71,46 m | 72,76 m | 71,21 m | 68,80 m | X       | 68,61 m | 72,76 m     |       |
| 6                  | Éva Orbán           | Hongrie    | 67,17 m | 72,70 m | 70,18 m | 70,57 m | X       | 67,39 m | 72,70 m     |       |
| 7                  | Jeneva McCall       | États-Unis | 72,33 m | 72,61 m | 72,65 m |         |         |         | 72,65 m     |       |
| 8                  | Amanda Bingson      | États-Unis | X       | 72,56 m | X       |         |         |         | 72,56 m     |       |
| 9                  | Bianca Perie        | Roumanie   | 71,15 m | 70,40 m | 71,25 m |         |         |         | 71,25 m     |       |
| —                  | Gulfiya Khanafeyeva | Russie     | 71,07 m | 69,52 m | 69,00 m |         |         |         | DQ (dopage) |       |
| —                  | Tatyana Lysenko     | Russie     | 77,58 m | 77,33 m | 76,34 m | 78,80 m | 76,90 m | 74,49 m | DQ (dopage) | [ 3 ] |
| —                  | Anna Bulgakova      | Russie     | X       | 72,69 m | 74,62 m | 72,80 m | X       | 73,33 m | DQ (dopage) |       |

### Qualifications
| Rang | Athlète           | Pays       | Distance       | Essais  | Essais  | Essais  | Essais |
|      |                   |            |                | Essai 1 | Essai 2 | Essai 3 |        |
| ---- | ----------------- | ---------- | -------------- | ------- | ------- | ------- | ------ |
| 1    | Zhang Wenxiu      | Chine      | 75,15 m Q      | 71,99 m | 75,15 m |         |        |
| 2    | Anna Bulgakova    | Russie     | 74,83 m Q (SB) | 68,86 m | 74,83 m |         |        |
| 3    | Tatyana Lysenko   | Russie     | 74,60 m Q      | X       | 74,60 m |         |        |
| 4    | Éva Orbán         | Hongrie    | 70,62 m q      | X       | 69,45 m | 70,62 m |        |
| 5    | Jeneva McCall     | États-Unis | 70,47 m q      | 70,47 m | X       | 69,14 m |        |
| 6    | Rosa Rodríguez    | Venezuela  | 69,35 m        | 67,48 m | 69,35 m | X       |        |
| 7    | Sultana Frizell   | Canada     | 69,06 m        | 67,86 m | 69,06 m | 68,77 m |        |
| 8    | Jennifer Dahlgren | Argentine  | 68,90 m        | 67,63 m | 66,86 m | 68,90 m |        |
| 9    | Betty Heidler     | Allemagne  | 68,83 m        | 68,83 m | 66,41 m | X       |        |
| 10   | Martina Hrasnová  | Slovaquie  | 68,00 m        | X       | X       | 68,00 m |        |
| 11   | Tereza Králová    | Tchéquie   | 64,74 m        | 63,68 m | X       | 64,74 m |        |
| 12   | Barbara Špiler    | Slovénie   | 64,58 m        | X       | X       | 64,58 m |        |
|      | Iryna Syekachova  | Ukraine    | DNS            | -       |         |         |        |

| Rang | Athlète             | Pays        | Distance       | Essais  | Essais  | Essais  | Essais |
|      |                     |             |                | Essai 1 | Essai 2 | Essai 3 |        |
| ---- | ------------------- | ----------- | -------------- | ------- | ------- | ------- | ------ |
| 1    | Anita Włodarczyk    | Pologne     | 76,18 m Q      | X       | 76,16 m |         |        |
| 2    | Oksana Kondratyeva  | Russie      | 73,89 m Q      | 73,89 m |         |         |        |
| 3    | Zheng Wang          | Chine       | 73,17 m Q (PB) | 71,33 m | 73,17 m |         |        |
| 4    | Gulfiya Khanafeyeva | Russie      | 72,47 m q      | 69,67 m | 69,62 m | 72,47 m |        |
| 5    | Amanda Bingson      | États-Unis  | 71,90 m q      | 71,90 m | X       | X       |        |
| 6    | Yipsi Moreno        | Cuba        | 71,69 m q      | 71,69 m | X       | X       |        |
| 7    | Bianca Perie        | Roumanie    | 71,32 m q (SB) | 70,19 m | 69,58 m | 71,32 m |        |
| 8    | Amber Campbell      | États-Unis  | 69,86 m        | 69,86 m | 66,92 m | 67,40 m |        |
| 9    | Tingting Liu        | Chine       | 69,68 m        | 69,07 m | X       | 69,68 m |        |
| 10   | Sophie Hitchon      | Royaume-Uni | 68,56 m        | 68,56 m | 67,62 m | 65,86 m |        |
| 11   | Kathrin Klaas       | Allemagne   | 68,34 m        | X       | 66,93 m | 68,34 m |        |
| 12   | Aksana Miankova     | Biélorussie | 66,65 m        | 62,19 m | 66,65 m | X       |        |
| 13   | Amy Sène            | Sénégal     | 65,58 m (SB)   | X       | 64,96 m | 65,58 m |        |
| 14   | Tracey Andersson    | Suède       | 61,37 m        | X       | 61,37 m | X       |        |

## Légende
Records et Performances
- AR : Record continental (area record)
- CR : Record des championnats (championship record)
- MR : Record du meeting (meet record)
- NR : Record national (national record)
- OR : Record olympique (olympic record)
- PR : Record paralympique (paralympic record)
- PB : Record personnel (personal best)
- SB : Meilleure performance personnelle de la saison (season's best)
- WL : Meilleure performance mondiale de l'année (world leader)
- WJR : Record du monde junior (world junior record)
- WR : Record du monde (world record)

Circonstances et Conditions
- DNF : N'a pas terminé (did not finish)
- DNS : N'a pas pris le départ (did not start)
- DQ : Disqualification (disqualification)
- NM : Aucun essai valable enregistré (No Mark)
- Q : Qualifié « directement » au prochain tour (ou à la prochaine compétition), lors d'une compétition majeure, grâce au classement ou à la réalisation des minima (automatic qualifier)
- q : Qualifié au prochain tour (ou à la prochaine compétition), lors d'une compétition majeure, grâce au repêchage ou à la réalisation de l'une des meilleures performances parmi celles des « non qualifiés directement » (grâce au meilleur temps ou à la meilleure distance par exemple) (secondary qualifier)